# Witkap-Pater

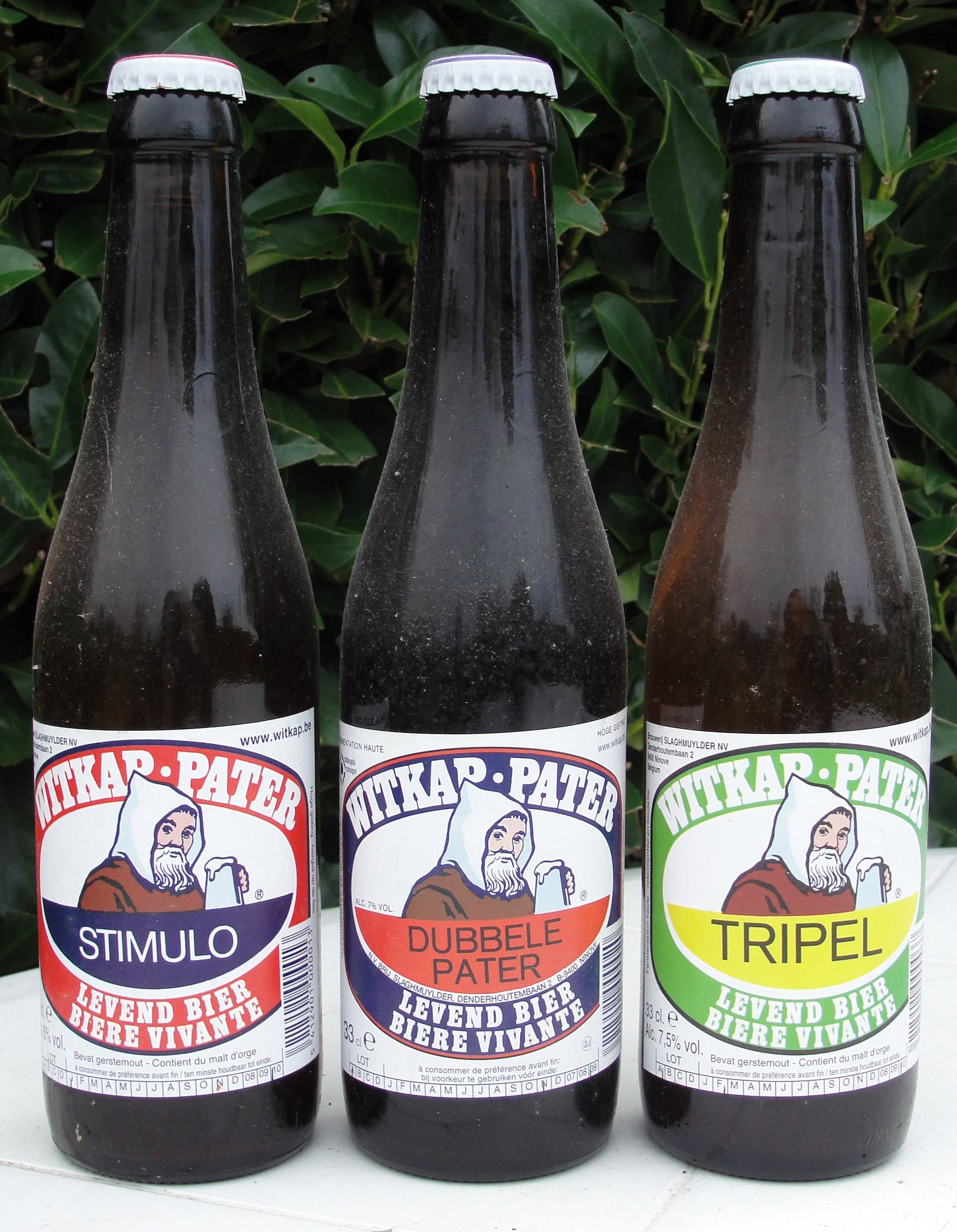
Het gamma vóór de restyling en de introductie van Special

Witkap-Pater is een reeks Belgische bieren, gebrouwen door Brouwerij Slaghmuylder in Ninove. Witkap was het eerste abdijbier, in de zin dat het bieren waren in de kloostertraditie, die niet door een kloostergemeenschap werden gebrouwen. Het verwijst niet naar een historische of bestaande abdij.

## Geschiedenis
Gistingschemicus Hendrik Verlinden (1866-1940), auteur van het Practisch Handboek der Gistingsindustrie (1916), begon in 1919 voor eigen rekening te brouwen in brouwerij De Drie Linden in Brasschaat. Daarnaast was hij adviseur van de brouwerijen van Alken, Haacht en Mechelen, en van 1925 tot 1929 van de abdij van Westmalle bij de uitbouw van haar nieuwe brouwerij en het op punt stellen van de Westmalle-bieren. De witte kappen die de trappisten tijdens kerkdiensten dragen waren voor Verlinden inspiratie om zijn bier in 1929 "Witkap" te noemen. In 1932 liet hij zelfs "Witkap Pater = Trappistenbier" als merknaam registreren. De trappisten van Westmalle namen hiertegen gerechtelijke stappen, maar werden in 1934 in het ongelijk gesteld, vermits zij enkel een vereniging zonder winstoogmerk vormden, die dus geen beroep kon doen op het handelsrecht.
Sindsdien werd het gebruik van de term "trappistenbier" door de paters node getolereerd. In Ninove bevond zich de abdij van Sint-Cornelius en Sint-Cyprianus, een norbertijnenabdij waarvan enkel de kerk en een aantal ruïnes nog resten. De norbertijnen worden ook witheren genoemd omwille van hun witte habijt. Hoewel de naam Witkap de indruk wekt te verwijzen naar deze abdij (waartoe de grond waarop de brouwerij werd gebouwd oorspronkelijk behoorde), is dit dus niet het geval. Het habijt van de pater op het etiket is ook geen wit norbertijnenhabijt.
In 1940 werd de brouwerij verwoest door bombardementen, maar al snel weer opgebouwd door de kinderen van de omgekomen Verlinden. Begin jaren zestig bestond Witkap in vijf versies: bruine Enkel en Dubbel, blonde Dubbel Stimulo, Tripel Stimulo en Tripel Abt. Na de dood van Reimond Verlinden in 1969 was de brouwerij niet langer een familiebedrijf en ging ze in 1975 over in handen van een drankenhandelaar in Deurne. Deze besliste in 1979 de brouwerij te sluiten.
Vanaf 1979 werd het bier gebrouwen door Brouwerij Slaghmuylder, aanvankelijk in opdracht, vanaf februari 1981 als eigenaar van het merk. Na de definitieve overname door Slaghmuylder werd de brouwerij langs gerechtelijke weg door de trappisten verplicht om de vermelding "trappistenbier" te laten vallen.
Het gamma bestond sindsdien uit drie bieren, die in 2009 een restyling ondergingen en werden aangevuld met de Special.

## Bieren
Alle bieren krijgen een natuurlijke nagisting op fles of vat.
- Stimulo, een blond bier met een alcoholpercentage van 6%, soms ten behoeve van de uitvoer Singel genoemd
- Dubbele Pater, hernoemd tot Dubbel, een bruin bier met een alcoholpercentage van 7%
- Tripel een blond bier met een alcoholpercentage van 7,5%
- Special, een amberkleurig bier met een alcoholpercentage van 5,5%. Het gaat om het amberkleurige bier Greut Lawauitj, ontwikkeld voor het Europees Kampioenschap voor Bellemannen in 2004, dat sinds 2009 onder een nieuwe naam deel uitmaakt van het Witkap-gamma.